# Váczi György
Váczi György (Medgyes, 1922. augusztus 4. – Arad, 2006. október 16.) magyar nemzetiségű román válogatott labdarúgó, csatár.

## Pályafutása

### A válogatottban
1947 és 1953 között 11 alkalommal szerepelt a román válogatottban és nyolc gólt szerzett.

## Sikerei, díjai
- Magyar bajnokság
  - 3.: 1943–44
- Osztrák bajnokság
  - 3.: 1945–46
- Román bajnokság
  - bajnok: 1948–49, 1954
  - 3.: 1951, 1953
  - gólkirály: 1948–49, 1951
- Román kupa
  - győztes: 1953

## Statisztika

### Mérkőzései a román válogatottban
| #   | Dátum              | Ellenfél      | Eredmény | Kiírás              | Esemény     |
| --- | ------------------ | ------------- | -------- | ------------------- | ----------- |
| 1.  | 1947. október 26.  | Lengyelország | 0 – 0    | barátságos mérkőzés | 46'         |
| 2.  | 1949. május 22.    | Csehszlovákia | 2 – 3    | barátságos mérkőzés | 16'         |
| 3.  | 1949. október 23.  | Albánia       | 1 – 1    | barátságos mérkőzés |             |
| 4.  | 1949. november 29. | Albánia       | 4 – 1    | barátságos mérkőzés | 33'         |
| 5.  | 1950. május 14.    | Lengyelország | 3 – 3    | barátságos mérkőzés | 47'         |
| 6.  | 1950. május 21.    | Csehszlovák   | 1 – 1    | barátságos mérkőzés |             |
| 7.  | 1951. május 20.    | Csehszlovákia | 2 – 2    | barátságos mérkőzés | 40' 73'     |
| 8.  | 1952. május 11.    | Csehszlovákia | 3 – 1    | barátságos mérkőzés |             |
| 9.  | 1952. május 25.    | Lengyelország | 1 – 0    | barátságos mérkőzés | 46'         |
| 10. | 1952. október 26.  | NDK           | 3 – 1    | barátságos mérkőzés | 23' 32' 43' |
| 11. | 1953. június 14.   | Csehszlovákia | 0 – 2    | Vb-selejtező        |             |